# Теляковский, Леонид Константинович
Леонид Константинович Теляковский (1833, Теляково, Ярославская губерния — 1908, Теляково, Ярославская губерния) — псковский вице-губернатор, енисейский губернатор.

## Биография

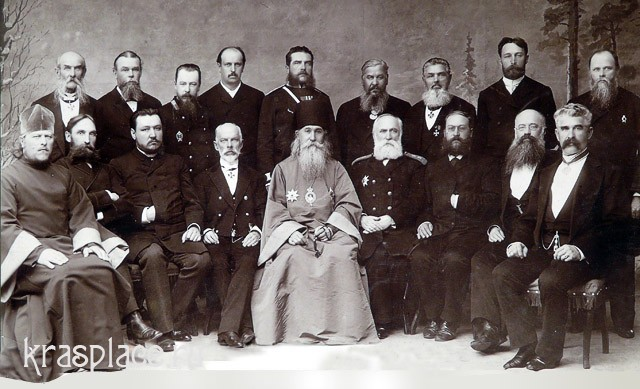
Красноярский губернский комитет Попечительного о тюрьмах общества, 1892 год. Л. К. Теляковский сидит четвёртый справа

Родился 28 июля (9 августа) 1833 года в селе Теляково Романов-Борисоглебского уезда Ярославской губернии. Происходил из потомственных дворян Теляковских.
Окончил Демидовский лицей. С 1853 года служил в Санкт-Петербургской казённой палате, в интендантском управлении. С 1874 года служил в Министерстве внутренних дел. Пятнадцать лет был псковским вице-губернатором.
В Пскове имел чин действительного статского советника. Был председателем Совета Псковского братства во имя святых первоучителей словенских Кирилла и Мефодия.
В 1890 году назначен енисейским губернатором. Во время губернаторства Теляковского через губернию прошла Транссибирская магистраль. 6 декабря 1895 года в Красноярск прибыл первый поезд. Также в городе были построены железнодорожные мастерские. Губернатор согласовывал выделение земельных участков для строительства дороги, решал социальные проблемы быстро выросшего населения губернии.
Губернатор организовывал встречу цесаревича Николая Александровича во время его путешествия по Сибири, 1 июля 1891 года будущий монарх посетил Красноярск.
Теляковский жертвовал деньги для публичной библиотеки Енисейска. Содействовал организации курорта на озере Шира. Летом 1890 года губернатор вместе с врачами из Красноярска и Томска прожили на озере несколько дней. В 1895 году по инициативе общества врачей Енисейской губернии на озере был открыт приют для лечения бедняков.
Губернатор имел плохие отношения с прессой и ссыльными. В 1891 году Теляковский запретил спектакль Ф. Филимонова «В краях сибирских», поставленный в красноярском театре. Это была первая пьеса красноярского автора, поставленная в красноярском театре. После этого генерал-губернатор Восточной Сибири получил отчёт под названием «Некоторые черты из административной деятельности Л. К. Теляковского в Енисейской губернии», в котором перечислялись многочисленные факты получения Теляковским «подарков».
В Красноярске был председателем Синельниковского благотворительного общества, Енисейского отделения Красного Креста, похоронной кассы Красноярска. Член Красноярского общества любителей музыки и литературы.
В 1895 году был произведён в тайные советники, а в 1897 году вышел в отставку. Умер 21 января (3 февраля) 1908 года в родовом имении Теляково.

## Награды
- Орден Святой Анны 2-й степени
- Орден Святого Станислава 2-й степени
- Орден Святого Владимира 3-й степени
- Бронзовая медаль в память о Крымской войне